# Lycées du Cher
Cette liste recense les lycées du département du Cher, en France.

## Bourges
- Lycée Alain-Fournier
- Lycée Jacques-Cœur
- Lycée Marguerite-de-Navarre
- Lycée Pierre-Émile-Martin
- Lycée professionnel Jacques-Cœur
- Lycée professionnel Jean-de-Berry
- Lycée professionnel Jean-Mermoz
- Lycée professionnel Vauvert

## Saint-Amand-Montrond
- Lycée Jean-Moulin
- Lycée professionnel Jean-Guéhenno

## Vierzon
- Lycée Édouard-Vaillant
- Lycée Henri-Brisson
- Lycée professionnel René-Cassin